# Almamy Touré
Almamy Touré (Bamako, 28 april 1996) is een Frans-Malinees voetballer die doorgaans als rechtsback speelt. Hij verruilde AS Monaco in januari 2019 voor Eintracht Frankfurt.

## Clubcarrière
Touré is afkomstig uit de jeugdacademie van AS Monaco. Hij debuteerde op 11 februari 2015 in het eerste elftal, in een bekerwedstrijd thuis tegen Stade Rennais. Hij maakte na negen minuten het openingsdoelpunt. Na 67 minuten werd Touré vervangen door Nabil Dirar. Monaco won met 3–1. Op 20 februari 2015 debuteerde Touré in de Ligue 1, uit tegen OGC Nice. Hij verving na 35 minuten Layvin Kurzawa. Monaco won met 0–2 in Nice. Op 25 februari 2015 maakte de Malinees zijn opwachting in de UEFA Champions League. Monaco versloeg Arsenal in het Emirates Stadium met 1–3.

## Clubstatistieken
| Seizoen     | Club                | Competitie  | Competitie | Competitie | Beker | Beker | Internationaal | Internationaal | Totaal | Totaal |
| Seizoen     | Club                | Competitie  | Wed.       | Dlp.       | Wed.  | Dlp.  | Wed.           | Dlp.           | Wed.   | Dlp.   |
| ----------- | ------------------- | ----------- | ---------- | ---------- | ----- | ----- | -------------- | -------------- | ------ | ------ |
| 2014/15     | AS Monaco           | Ligue 1     | 5          | 1          | 2     | 1     | 1              | 0              | 8      | 2      |
| 2015/16     | AS Monaco           | Ligue 1     | 10         | 3          | 1     | 0     | 2              | 0              | 13     | 3      |
| 2016/17     | AS Monaco           | Ligue 1     | 15         | 0          | 7     | 0     | 5              | 0              | 27     | 0      |
| 2017/18     | AS Monaco           | Ligue 1     | 20         | 1          | 3     | 0     | 3              | 0              | 26     | 1      |
| 2018/19     | AS Monaco           | Ligue 1     | 4          | 0          | 0     | 0     | 1              | 0              | 5      | 0      |
| Club totaal | Club totaal         | Club totaal | 54         | 5          | 13    | 1     | 12             | 0              | 79     | 6      |
| 2018/19     | Eintracht Frankfurt | Bundesliga  | 7          | 0          | 0     | 0     | 0              | 0              | 7      | 0      |
| 2019/20     | Eintracht Frankfurt | Bundesliga  | 1          | 0          | 0     | 0     | 3              | 0              | 4      | 0      |
| Club totaal | Club totaal         | Club totaal | 8          | 0          | 0     | 0     | 3              | 0              | 11     | 0      |

Bijgewerkt op 9 september 2019

## Erelijst
| Kampioen Ligue 1 | 1x | 2016/17 |